# Callitrichia inacuminata
Callitrichia inacuminata là một loài nhện trong họ Linyphiidae.
Loài này thuộc chi Callitrichia. Callitrichia inacuminata được Robert Bosmans miêu tả năm 1977.